# Distrito de Tubinga
El Distrito de Tubinga (en alemán: Landkreis Tübingen) es un distrito (Landkreis) en el estado federado alemán de Baden-Wurtemberg. Junto a los distritos de Reutlingen y Zollernalb, la región de Neckar-Alb en la Región administrativa de Tubinga. El distrito Tubinga limita en el norte con el Distrito de Böblingen, en el este con el Distrito de Reutlingen, hacia el sur con el Distrito de Zollernalb, hacia el oeste con el Distrito de Freudenstadt y hacia el noroeste con el Distrito de  Calw.  La capital del distrito es la ciudad de Tubinga.

## Demografía
El número de habitantes ha sido tomado del censo de población (¹) o datos de la oficina de estadística de Baden-Wurtemberg.
| Año                      | N.º Habitantes |
| ------------------------ | -------------- |
| 17 de mayo de 1937       | 84 098         |
| 13 de septiembre de 1950 | 100 583        |

| Año                | N.º Habitantes |
| ------------------ | -------------- |
| 6 de junio de 1961 | 123 854        |
| 27 de mayo de 1970 | 147 428        |

## Ciudades y municipios
(Habitantes a 31 de diciembre de 2007)
| Ciudades 1. Mössingen (20 286) 2. Rotemburgo del Néckar (42 744) 3. Tubinga (83 813) | Municipios 1. Ammerbuch (11 308) 2. Bodelshausen (5727) 3. Dettenhausen (5518) 4. Dußlingen (5972) 5. Gomaringen (8944) 6. Hirrlingen (3052) 7. Kirchintellinsfurt (5572) 8. Kusterdingen (8603) 9. Nehren (4336) 10. Neustetten (3613) 11. Ofterdingen (4850) 12. Starzach (4350) |

### Agrupaciones de municipios y mancomunidades
Una "Agrupación de municipios " (Verwaltungsgemeinschaft) es una comunidad de dos o varios municipios vecinos del mismo distrito. En esto un municipio (la mayoría de las veces una ciudad, y respectivamente mayor municipio) toma las tareas de la comunidad. Este municipio es llamado "el municipio que realiza". Presidente de la "Agrupación de municipios" es el alcalde del "municipio que realiza". Los municipios de miembro permanecen legales y políticamente independientes.
La "Mancomunidad" (Gemeindeverwaltungsverband) es una asociación de dos o varios municipios vecinos del mismo distrito. La asociación realiza tareas para los municipios particulares y se presenta como mediador entre los municipios. Hay un presidente y una asamblea de asociación ellos son elegidos. Los municipios de miembro permanecen legales y políticamente independientes.
1. Mancomunidad Steinlach-Wiesaz (Municipios de Gomaringen, Dußlingen y Nehren)
2. Verwaltungsgemeinschaft Mössingen (Ciudad de Mössingen y Municipios de Ofterdingen y Bodelshausen)
3. Verwaltungsgemeinschaft Rottenburg am Neckar (Ciudad de Rotemburgo de Neckar y Municipios de Hirrlingen, Neustetten y Starzach)